# Petite rivière Vermillon
Pour les articles homonymes, voir Vermillon (homonymie).
La Petite rivière Vermillon est un affluent de la rive gauche de la rivière Jeannotte, coulant dans la municipalité de Lac-Édouard (canton de Bickerdike) et de La Tuque (canton de Charest et de Laurier), dans la région administrative de la Mauricie, dans la province, au Québec, au Canada.
Le cours de la Petite rivière Vermillon descend du côté ouest de la rivière Batiscan et du côté est de la rivière Saint-Maurice. Cette rivière fait partie du bassin versant de la rivière Batiscan laquelle serpente généralement vers le sud, jusqu’à la rive nord du fleuve Saint-Laurent.
Le cours de la Petite rivière Vermillon descend entièrement en zone forestière. La surface de la rivière est généralement gelée de la mi-décembre jusqu’à la fin mars.
Depuis le milieu du XIXe siècle, la foresterie a été l’activité prédominante du bassin versant de la Petite rivière Vermillon.

## Géographie
La Petite rivière Vermillon prend sa source en zone forestière, à l’embouchure du lac au Bouquet (longueur : 3,1 km ; altitude : 373 m). Ce lac du canton de Bickerdike est situé à 1,0 km à l'ouest d’une baie du Lac Édouard .
L’embouchure de ce lac est située à 5,4 km au nord-ouest de l’embouchure du lac Édouard (tête de la rivière Jeannotte), à 14,7 km au sud-est du centre du village de Lac-Édouard et à 28,6 km à l'est du centre-ville de La Tuque.
À partir de l’embouchure du lac au Bouquet, la Petite rivière Vermillon coule sur 28,4 km, selon les segments suivants :
Cours supérieur de la rivière (segment de 13,3 km)
- 2,1 km vers le sud-ouest dans le canton de Bickerdike, jusqu’à la rive nord-est du lac Eugène ;
- 6,2 km vers le sud-ouest, en traversant le lac Eugène (longueur : 0,8 km ; altitude : 361 m) en début de segment sur sa pleine longueur, puis le lac de l’Algonquin (longueur : 5,6 km ; altitude : 361 m) sur 5,0 km jusqu’à son embouchure. Note : Le Lac de l’Algonguin chevauche le canton de Bickerdike (Lac-Édouard) et le canton de Charest (La Tuque) ;
- 1,4 km vers le sud-est, en passant entre deux montagnes, puis en traversant le lac Stanislas (longueur : 2,9 km ; altitude : 355 m) jusqu’à son embouchure ;
- 3,6 km vers le sud-est en traversant le Petit lac Écarté (altitude : 355 m) sur sa pleine longueur, jusqu’à son embouchure ;

Cours inférieur de la rivière (segment de 15,1 km)
- 5,0 km vers le sud-est, en recueillant la décharge du lac du Crapaud (venant du sud-ouest), puis en traversant le lac Éveline (longueur : 2,4 km ; altitude : 351 m) sur 1,9 km, jusqu’à son embouchure ;
- 2,0 km vers le sud-est, en traversant le lac Owen (longueur : 1,5 km ; altitude : 346 m) sur 0,8 km, jusqu’à son embouchure ;
- 1,5 km vers le sud-est, en traversant le lac Edmond (longueur : 1,2 km ; altitude : 340 m) sur 0,8 km, jusqu’à son embouchure ;
- 6,0 km vers l’est, jusqu’à la limite du canton de Laurier ;
- 0,6 km vers le sud en zone de marais, en serpentant jusqu’à la confluence de la rivière[1].

La Petite rivière Vermillon se déverse dans le canton de Laurier dans la ville de La Tuque sur la rive nord du lac du Castor lequel est traversé dans sa partie est par la rivière Jeannotte.
La confluence de la Petite rivière Vermillon est située à :
- 16,5 km au nord-ouest de la confluence de la rivière Jeannotte ;
- 25,7 km au sud du centre du village de Lac-Édouard ;
- 31,4 km à l'est du centre-ville de La Tuque.

## Toponymie
Le toponyme Petite rivière Vermillon a été officialisé le 5 décembre 1968 à la Commission de toponymie du Québec.